# 慕輿句
慕輿 句（ぼよ こう、生没年不詳）は、五胡十六国時代の前燕の人物。子は慕輿文。

## 生涯
鮮卑慕容部の大人慕容廆に仕えていた。
308年、勤勉で謙恭な性格を慕容廆に評価され、府庫の管理に任じられた。慕輿句は不安がることなく黙々と職務に励み、記録した簿冊には終始、漏れ等の失敗はなかった。
中部俟釐に任じられた。
350年3月、燕王慕容儁は後趙へ侵攻、慕輿句に薊の留守を任せた。
太子太保に任じられた。
これ以後の事績は、史書に記されていない。